# 段拉卡
段拉卡（1963年—），重庆人，汉族，中华人民共和国政治人物、第十一届全国人民代表大会重庆地区代表。
毕业于西南石油大学石油矿场机械专业，是中共党员。担任重庆市机电设计研究院院长、党委副书记。2008年起担任全国人大代表。